# Inventaris

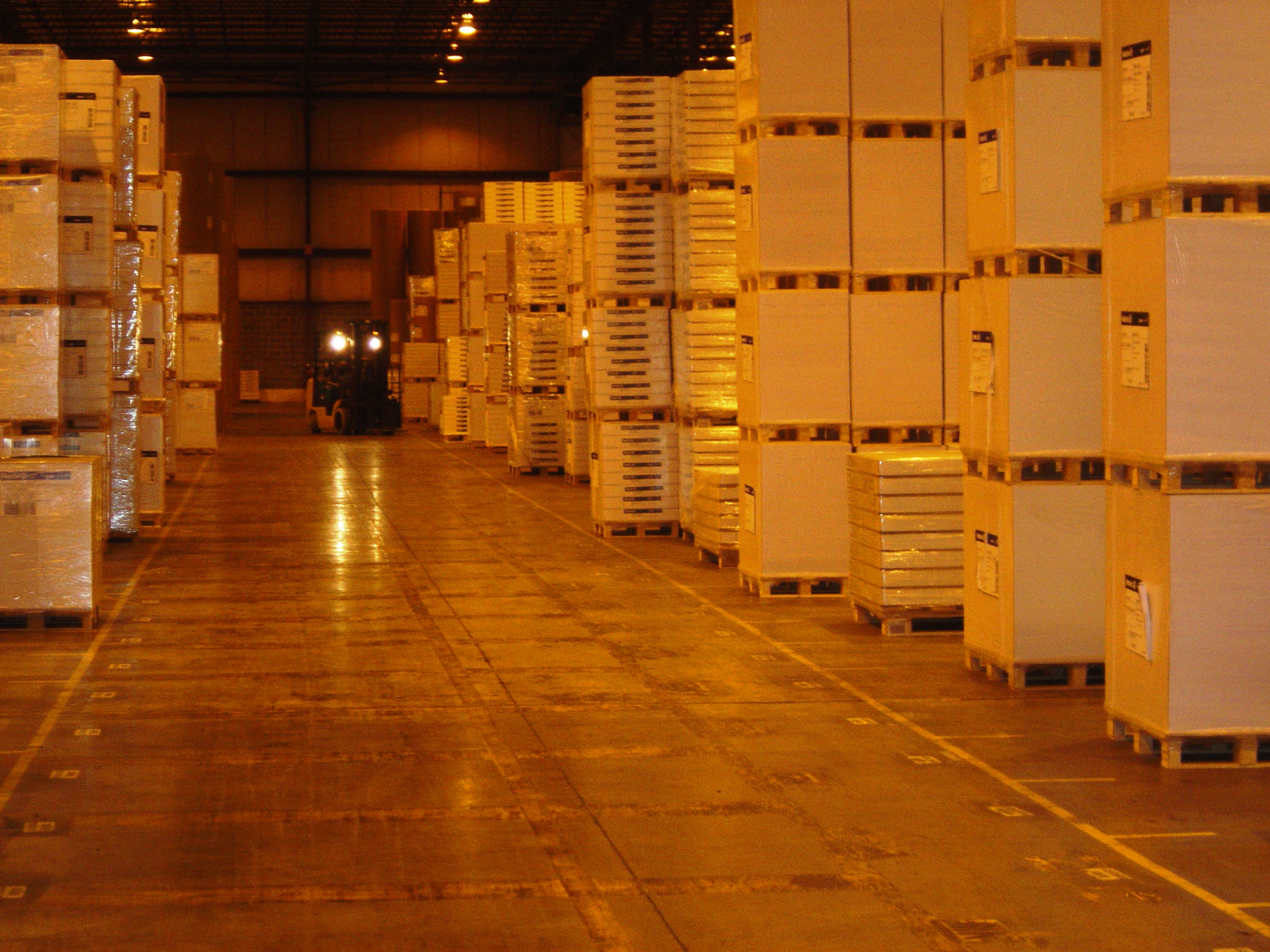
Voorraden

Een inventarisatie is het opmaken van een inventaris: een lijst of een opsomming van voorwerpen op een bepaalde plaats gemaakt volgens een vaste procedure. De uitvoering van een inventarisatie heet inventariseren. 
De inventaris of (in)boedel van een opstal bestaat uit alles wat zich daar bevindt en er min of meer toe behoort, maar er geen deel van uitmaakt.

## Milieu-inventarisatie
Bij de milieu-inventarisatie of milieukartering van een gebied wordt vastgesteld uit welke componenten het gebied is samengesteld, zoals  bodemtypen, landvormen, fauna, flora, plantengemeenschappen, ecotopen en landschapselementen.

## Bedrijf
Zo is de inventaris van een bedrijf een opsomming van gedane investeringen, voorraden, vorderingen, geldmiddelen en schulden aanwezig in dat bedrijf, bij het einde van een boekjaar en voor de afsluiting van de boekhouding. De bedoeling is alle balanselementen genoteerd in de boekhouding te waarderen op hun echte economische waarde.
- De investeringen zijn aankopen van machines, materieel, wagenpark voor de uitvoering van de doelstelling van het bedrijf.
- De voorraden kunnen bestaan uit grondstoffen, hulpstoffen, gereedstaande producten die reeds beschikbaar zijn voor verkoop (ook wel handelsgoederen genoemd), of goederen tijdens het productieproces (ook wel goederen in bewerking genoemd). Een hoge voorraad brengt hoge kosten mee voor het (langdurig) opslaan van de uitgebreide stocks.
- De vorderingen ontstaan doordat klanten niet dadelijk hebben betaald voor een levering van goederen of diensten. Of doordat er nog andere betalingen moeten volgen, (bijvoorbeeld) subsidies voor een investering in energiebesparing.
- De geldmiddelen zijn de saldo's van bankrekeningen, kasgelden. Dit deel van de inventaris wordt geregistreerd als activa op de balans van een bedrijf. Naast deze activa zijn er nog passiva op de balans van een onderneming.
- De schulden zijn nog niet betaalde facturen aan leveranciers van goederen of diensten. Of ook nog terug te betalen leningen aan banken, voor de aankoop van een gebouw, van een investering.